# Collema flagellatum
Collema flagellatum är en lavart som beskrevs av Degel. Collema flagellatum ingår i släktet Collema och familjen Collemataceae.   Inga underarter finns listade i Catalogue of Life.